# Чжоу Цюжуй
Чжо́у Цюжу́й (кит. упр. 周秋瑞, пиньинь Zhōu Qiūruì, р.10 августа 1967) — китайская гимнастка, призёр Олимпийских игр.
Чжоу Цюжуй родилась в 1967 году в провинции Цзянсу. В 1983 году получила звание «Мастер спорта КНР». В 1984 году на Олимпийских играх в Лос-Анджелесе завоевала бронзовую медаль в составе команды (при этом была 4-й в вольных упражнениях).
В октябре 2012 года Чжоу Цзюжуй стала членом Технического комитета женской гимнастики при Гимнастическом союзе КНР.